# 大日本帝国軍の学校等一覧
大日本帝国軍の学校等一覧（だいにっぽんていこくぐんのがっこういちらん）は、大日本帝国陸軍（陸軍省）及び大日本帝国海軍（海軍省）に設置されていた学校の一覧である。
管轄する官衙により分類（管轄する官衙が変わるものは、原則として期間の長かった官衙を優先）し、以下に列記する。

## 陸軍

### 教育総監部所管
- 陸軍士官学校 - 別名「市谷台」。神奈川県移転後、天皇より「相武台」と命名さる。
- 陸軍予科士官学校 - 陸軍士官学校予科から独立。埼玉県移転後、天皇より「振武台」と命名さる。
- 陸軍幼年学校 - 全部で6校が設立。
- 陸軍教導学校 - 全部で3校が設立。
- 陸軍予備士官学校 - 全部で7校が設立。
- 陸軍歩兵学校
- 陸軍騎兵学校 - 陸軍省外局陸軍機甲本部の所管学校となった。
- 陸軍野戦砲兵学校
- 陸軍重砲兵学校
- 陸軍砲工学校 - 陸軍科学学校に改編。
- 陸軍防空学校 - 千葉陸軍高射学校に改称。
- 陸軍工兵学校
- 陸軍輜重兵学校
- 陸軍通信学校
- 陸軍戸山学校
- 陸軍習志野学校
- 陸軍公主嶺学校
- 陸軍少年通信兵学校
- 陸軍自動車学校 - 陸軍機甲整備学校に改編され、陸軍省外局陸軍機甲本部の所管学校となった。
- 陸軍戦車学校 - 千葉陸軍戦車学校に改称され、のちに陸軍省外局陸軍機甲本部の所管学校となった。
- 公主嶺陸軍戦車学校 - 陸軍省外局陸軍機甲本部の所管学校となり、のちに四平に移転し四平陸軍戦車学校に改称された。

### 陸軍省所管
- 陸軍憲兵学校
- 陸軍経理学校 - 「若松台」の異名を持つ。
- 陸軍軍医学校
- 陸軍獣医学校
- 陸軍工科学校 - 陸軍兵器学校に改編された。
- 陸軍少年戦車兵学校 - 陸軍省外局陸軍機甲本部の所管学校。

### 参謀本部所管
- 陸軍大学校
- 陸軍中野学校 - 当初は陸軍省の所管学校として設立。

### 航空関係
- 陸軍航空士官学校 - 陸軍士官学校分校として設立され独立した。天皇より「修武台」と命名さる。
- 所沢陸軍飛行学校 - 陸軍航空学校として設立され、航空総監部設立前に廃止。
- 下志津陸軍飛行学校
- 明野陸軍飛行学校
- 浜松陸軍飛行学校
- 鉾田陸軍飛行学校
- 白城子陸軍飛行学校
- 熊谷陸軍飛行学校
- 宇都宮陸軍飛行学校
- 大刀洗陸軍飛行学校
- 岐阜陸軍飛行学校
- 水戸陸軍飛行学校 - 宮城県に移転し、仙台陸軍飛行学校と改称。
- 陸軍航空技術学校
- 陸軍航空整備学校 - 所沢陸軍航空整備学校と改称。
- 立川陸軍航空整備学校
- 岐阜陸軍航空整備学校
- 陸軍航空通信学校
- 東京陸軍航空学校 - 陸軍少年飛行兵学校と改称され、全部で3校が設立。

## 海軍

### 海軍省所管
- 海軍兵学校 - 海軍三校
- 海軍機関学校 - 海軍三校
- 海軍経理学校 - 海軍三校
- 海軍軍医学校
- 海軍大学校

### 鎮守府所管
- 海軍砲術学校 - 全部で2校が設立。
- 海軍水雷学校
- 海軍潜水学校
- 海軍工機学校
- 海軍通信学校
- 海軍航海学校
- 海軍機雷学校 - 海軍対潜学校に改称。
- 海軍工作学校
- 海軍電測学校
- 海軍気象学校
- 海軍衛生学校 - 全部で2校が設立。

## 参考
- 陸軍教導団
- 海兵団
- 神戸海軍操練所